# Lớp liên hợp
Trong toán học, đặc biệt là lý thuyết nhóm, các phần tử của một nhóm có thể được phân hoạch thành các lớp liên hợp; các phần tử của cùng một lớp liên hợp có nhiều tính chất chung, và việc nghiên cứu các lớp liên hợp của các nhóm không giao hoán cho ta biết nhiều đặc điểm quan trọng về cấu trúc của nhóm. Trong mọi nhóm giao hoán, mọi lớp liên hợp đều là các tập chỉ chứa một phần tử.
Các hàm số nhận cùng một giá trị với các phần tử thuộc cùng một lớp liên hợp được gọi là các hàm lớp.

## Định nghĩa
Giả sử {\displaystyle G} là một nhóm. Hai phần tử {\displaystyle a} và {\displaystyle b} của {\displaystyle G} được gọi là liên hợp với nhau nếu tồn tại một phần tử {\displaystyle g\in G} sao cho {\displaystyle gag^{-1}=b}.
Có thể dễ dàng chứng minh được rằng quan hệ liên hợp là một quan hệ tương đương, và do đó nó phân hoạch {\displaystyle G} thành các lớp tương đương. (Điều này có nghĩa là mọi phần tử của một nhóm thuộc vào duy nhất một lớp liên hợp, và hai lớp liên hợp {\displaystyle \mathrm {Cl} (a)} và {\displaystyle \mathrm {Cl} (b)} trùng nhau khi và chỉ khi {\displaystyle a,b} liên hợp, nếu không, hai lớp liên hợp này rời nhau.) Lớp tương đương chứa phần tử {\displaystyle a\in G} là
{\displaystyle \mathrm {Cl} (a)=\{gag^{-1}\mid g\in G\}}
và nó được gọi là lớp liên hợp của {\displaystyle a}. Số liên hợp của {\displaystyle G} là số các lớp liên hợp phân biệt. Mọi phần tử thuộc cùng một lớp liên hợp thì có cùng cấp.

## Các ví dụ
Nhóm đối xứng {\displaystyle S_{3}}, gồm 6 hoán vị của 3 phần tử, có 3 lớp liên hợp:
- cố định các phần tử ({\displaystyle (a,b,c)\mapsto (a,b,c)}),
- hoán vị hai phần tử ({\displaystyle (a,b,c)\mapsto (a,c,b),(a,b,c)\mapsto (c,a,b),(a,b,c)\mapsto (b,a,c)}),
- hoán vị vòng quanh của ba phần tử ({\displaystyle (a,b,c)\mapsto (b,c,a),(a,b,c)\mapsto (c,a,b)}).

Nhóm đối xứng {\displaystyle S_{4}}, chứa 24 hoán vị của 4 phần tử, có 5 lớp liên hợp, được liệt kê sau đây theo cấu trúc xích và cấp:
- (1)4: cố định các phần tử (1 phần tử: { {1, 2, 3, 4} });
- (2): hoán vị hai phần tử (6 phần tử: { {1, 2, 4, 3}, {1, 4, 3, 2}, {1, 3, 2, 4}, {4, 2, 3, 1}, {3, 2, 1, 4}, {2, 1, 3, 4} });
- (3): hoán vị vòng quanh của ba phần tử (8 phần tử: { {1, 3, 4, 2}, {1, 4, 2, 3}, {3, 2, 4, 1}, {4, 2, 1, 3}, {4, 1, 3, 2}, {2, 4, 3, 1}, {3, 1, 2, 4}, {2, 3, 1, 4} });
- (4): hoán vị vòng quanh của cả bốn phần tử (6 phần tử: { {2, 3, 4, 1}, {2, 4, 1, 3}, {3, 1, 4, 2}, {3, 4, 2, 1}, {4, 1, 2, 3}, {4, 3, 1, 2} });
- (2)(2): hoán vị hai cặp hai phần tử (3 phần tử: { {2, 1, 4, 3}, {4, 3, 2, 1}, {3, 4, 1, 2} }).

Tổng quát, số các lớp liên hợp của nhóm đối xứng {\displaystyle S_{n}} bằng số các phân hoạch nguyên của {\displaystyle n}. Điều này xảy ra vì mỗi lớp liên hợp tương ứng với đúng một phân hoạch của {\displaystyle \{1,2,\ldots ,n\}} thành các xích rời rạc, chính xác đến một hoán vị của các phần tử của {\displaystyle \{1,2,\ldots ,n\}}.

## Các tính chất
- Lớp tương đương của phần tử đơn vị chỉ gồm chính nó: {\displaystyle \mathrm {Cl} (e)=\{e\}}.
- Nếu {\displaystyle G} giao hoán, khi đó {\displaystyle gag^{-1}=a} với mọi {\displaystyle a,g\in G}. Do đó {\displaystyle \mathrm {Cl} (a)=\{a\}} với mọi {\displaystyle a\in G}. Vì vậy khái niệm này không có ích khi nghiên cứu nhóm giao hoán.
- Nếu hai phần tử {\displaystyle a} và {\displaystyle b} của {\displaystyle G} thuộc cùng một lớp liên hợp (hay chúng liên hợp với nhau), khi đó chúng có cùng cấp. Tổng quát hơn, mọi khẳng định về {\displaystyle a} đều có thể chuyển sang một khẳng định về {\displaystyle b=gag^{-1}}, vì ánh xạ {\displaystyle \varphi (x)=gxg^{-1}} là một tự đẳng cấu của {\displaystyle G}.
- Một phần tử {\displaystyle a\in G} nằm trong tâm {\displaystyle Z(G)} của {\displaystyle G} khi và chỉ khi lớp liên hợp của nó chỉ có một phần tử là chính nó. Tổng quát hơn, nếu ký hiệu {\displaystyle C_{G}(a)} là nhóm tâm hóa của {\displaystyle a} trong {\displaystyle G}, nói cách khác, là nhóm con chứa tất cả các phần tử {\displaystyle g} sao cho {\displaystyle ga=ag}, khi đó chỉ số {\displaystyle [G:C_{G}(a)]} bằng với số phần tử nằm trong lớp liên hợp của {\displaystyle a}.
- Nếu {\displaystyle a} và {\displaystyle b} liên hợp với nhau thì các lũy thừa của chúng, {\displaystyle a^{k}} và {\displaystyle b^{k}} cũng liên hợp với nhau.

## Phương trình lớp liên hợp
Nếu {\displaystyle G} là một nhóm hữu hạn, khi đó với mọi phần tử {\displaystyle a}, các phần tử nằm trong lớp liên hợp của {\displaystyle a} có một tương ứng một-một với các lớp kề của nhóm tâm hóa {\displaystyle C_{G}(a)}. Điều này có thể thấy được từ việc quan sát thấy rằng hai phần tử bất kì {\displaystyle b,c} thuộc cùng một lớp kề (tức là {\displaystyle b=cz} với {\displaystyle z} thuộc nhóm tâm hóa {\displaystyle C_{G}(a)}) cho chúng ta cùng một phần tử khi tác động liên hợp lên {\displaystyle a}:
{\displaystyle bab^{-1}=cza(cz)^{-a}=czaz^{-1}c^{-1}=cac^{-1}}.
Vì vậy số các phần tử nằm trong lớp liên hợp của {\displaystyle a} bằng với chỉ số {\displaystyle [G:C_{G}(a)]} của nhóm con chuẩn hóa {\displaystyle C_{G}(a)} trong {\displaystyle G}. Từ đó suy ra kích thước của mỗi lớp liên hợp là một ước của cấp của nhóm.
Hơn nữa, nếu ta chọn một phần tử đại diện {\displaystyle x_{i}} từ mỗi lớp liên hợp, ta suy ra từ việc các lớp liên hợp phân hoạch nhóm {\displaystyle G} rằng
{\displaystyle |G|=\sum _{i}[G:C_{G}(x_{i})]},
với {\displaystyle C_{G}(x_{i})} là nhóm tâm hóa của phần tử {\displaystyle x_{i}}. Quan sát thấy rằng mỗi phần tử của {\displaystyle Z(G)} tạo thành một lớp liên hợp chỉ chứa chính nó, ta suy ra phương trình lớp như sau:
{\displaystyle |G|=|Z(G)|+\sum _{i}[G:C_{G}(x_{i})]},
trong đó tổng được lấy theo các phần tử đại diện của các lớp liên hợp có nhiều hơn một phần tử.

### Ví dụ
Xét một {\displaystyle p}-nhóm hữu hạn {\displaystyle G}. Ta sẽ chứng minh rằng: mọi {\displaystyle p}-nhóm hữu hạn luôn có tâm không tầm thường.
Vì cấp của mọi lớp liên hợp của {\displaystyle G} phải chia hết cấp của {\displaystyle G}. Ta suy ra rằng mọi lớp liên hợp {\displaystyle H_{i}} có cấp {\displaystyle p^{k_{i}}}, với {\displaystyle 0<k_{i}<n}. Từ phương trình lớp, ta suy ra
{\displaystyle p^{n}=|G|=|Z(G)|+\sum _{i}p^{k_{i}}}.
Từ đây ta suy ra {\displaystyle p} là ước của {\displaystyle |Z(G)|}, hay {\displaystyle |Z(G)|>1}.

## Liên hợp của nhóm con và tập con
Tổng quát hơn, cho một tập con {\displaystyle S} bất kì của {\displaystyle G} ({\displaystyle S} không nhất thiết phải là một nhóm con), ta định nghĩa một tập con {\displaystyle T} của {\displaystyle G} liên hợp với {\displaystyle S} nếu tồn tại {\displaystyle g\in G} sao cho {\displaystyle T=gSg^{-1}}. Đặt {\displaystyle \mathrm {Cl} (S)} là hợp của tất cả các tập con {\displaystyle T} của {\displaystyle G} sao cho {\displaystyle T} liên hợp với {\displaystyle S}.
Một định lý thường được sử dụng khẳng định rằng, cho trước một tập con {\displaystyle S} bất kì của {\displaystyle G}, chỉ số của {\displaystyle N_{G}(S)} (nhóm chuẩn hóa của {\displaystyle S} trong {\displaystyle G}) bằng với cấp của {\displaystyle \mathrm {Cl} (S)}:
{\displaystyle |\mathrm {Cl} (S)|=|G:N_{G}(S)|}.
Điều này được suy ra từ việc nếu {\displaystyle g,h\in G} thì {\displaystyle gSg^{-1}=hSh^{-1}} khi và chỉ khi {\displaystyle g^{-1}h\in N_{G}(S)}, nói cách khác, khi và chỉ khi {\displaystyle g} và {\displaystyle h} cùng nằm trong một lớp kề của {\displaystyle N_{G}(S)}.
Chú ý rằng công thức này tổng quát hóa một công thức ở trên về số phần tử trong một lớp liên hợp.
Các kết quả ở trên đặc biệt có ích khi xét các nhóm con của {\displaystyle G}. Các nhóm con có thể được chia thành các lớp liên hợp, với hai nhóm con thuộc cùng một lớp khi và chỉ khi chúng liên hợp với nhau. Các nhóm con liên hợp thì đẳng cấu, nhưng điều ngược lại không đúng.

## Xét dưới góc độ tác động nhóm
Nếu ta đặt
{\displaystyle g\cdot x=gxg^{-1}}
với hai phần tử {\displaystyle g,x} bất kì của {\displaystyle G}, ta có một tác động nhóm của {\displaystyle G} lên chính nó. Các quỹ đạo của tác động này là các lớp liên hợp, và ổn định hóa của một phần tử là nhóm tâm hóa của phần tử đó.
Tương tự, ta có thể xác định một tác động nhóm từ {\displaystyle G} lên tập tất cả các tập con của {\displaystyle G} như sau:
{\displaystyle g\cdot S=gSg^{-1}}.

## Biểu diễn hình học
Các lớp liên hợp trong nhóm cơ bản của một không gian topo liên thông đường có thể được xem như các lớp tương đương của các vòng tự do dưới đồng luân tự do.